# 刘刚 (农业专家)
刘刚，中国农业大学信息与电气工程学院教授，中国农业部农业信息获取技术重点实验室主任，主要从事精细农业等领域的研究，授权发明专利数10项，曾获得国家科技进步二等奖等奖项，曾主持“863”等多个国家重点项目。

## 生平
1987年和1990年先后取得河北农业大学农业机械化专业工学学士和硕士学位。2001年取得中国农业大学农业电气化与自动化专业博士学位。
1990年至2003年，在河北农业大学机电工程学院工作，2003年至今在中国农业大学信息与电气工程学院工作。